# Trypanocentra nigrithorax
Trypanocentra nigrithorax är en tvåvingeart som beskrevs av Malloch 1939. Trypanocentra nigrithorax ingår i släktet Trypanocentra och familjen borrflugor. Inga underarter finns listade i Catalogue of Life.